# 格林伍德 (內布拉斯加州)
格林伍德（英語：Greenwood）是位於美國內布拉斯加州卡斯縣的村。

## 人口
根據2020年美國人口普查的數據，格林伍德的面積為1.07平方千米，皆為陸地。當地共有人口595人，而人口密度為每平方千米556人。